# Plusiophaes toulgoueti
Plusiophaes toulgoueti là một loài bướm đêm trong họ Noctuidae.